# Fool (canción)
«Fool» —en español: «Tonto»— es la octava canción el álbum debut de la banda de rock británica Blur, Leisure.
Fue una de las primeras canciones del grupo en ser grabadas con el nombre anterior de la banda Seymour.
«Fool», como muchas otras pistas de Leisure, trae las guitarras y las voces al frente de la canción. En el estribillo, hay un breve descanso para un uso más pesado de la guitarra, liberando nuevamente la tensión en los versos.

## Personal
- Damon Albarn: voz principal
- Graham Coxon: guitarra eléctrica, coros
- Alex James: bajo
- Dave Rowntree: batería